# كأس العالم 1974
كأس العالم لكرة القدم 1974 هي البطولة العاشرة في تاريخ كأس العالم لكرة القدم، واستضافتها ألمانيا الغربية في الفترة ما بين 13 يونيو إلى 7 يوليو، حيث فازت بشرف استضافة البطولة، بعد عقدت ألمانيا الغربية اتفاقاً مع إسبانيا، بان تساندها في استضافة منافسات كأس العالم لكرة القدم 1974، في المقابل، تقوم ألمانيا بدعم إسبانيا لاستضافة منافسات كأس العالم لكرة القدم 1982.
و مثل ما حدث في البطولة السابقة كأس العالم 1970، كانت بطولة كأس العالم 1974 تكملةً لتلك الحقبة، فقد شهدت البطولة العديد من التغييرات. كان أولها تقديم كأس جديدة للبطولة، بعد امتلاك منتخب البرازيل لكرة القدم لكأس جول ريميه في عام 1970، فاختار الاتحاد الدولي لكرة القدم الفنان الإيطالي سيلفيو غازانيغا لشرف صناعة الكأس الجديدة، والذي أطلق عليه كأس الفيفا.
أيضاً، تم انتخاب أول رئيس غير أوربي للاتحاد الدولي لكرة القدم منذ إنشائه عام 1904، حيث تم اختيار البرازيلي جواو هافيلانج خلفاً للإنجليزي السير ستانلي روس، بعد 13 عاماً كان خلالها رئيساً للفيفا. ثالث التغييرات التي حصلت كانت في نظام البطولة، حيث تم تقسيم الفرق ال16 على أربعة مجموعات، ثم يتم تقسيم الفرق المتأهلة للدور الثاني إلى مجموعتين يتأهل بطل كل مجموعة إلى المباراة النهائية بينما يلعب صاحبي المركز الثاني في مباراة المركزين الثالث والرابع.
دخل لاعب منتخب التشيلي كارلوس كازالي التاريخ عندما أصبح أول لاعب يُطرَد بالبطاقة الحمراء في مباراة منتخب بلاده مع منتخب ألمانيا الغربية، على الرغم من إقرار البطاقات الحمراء في كأس العالم 1970، إلا أنها لم يكن هناك حاجة لاستخدامها في تلك النسخة. في تلك البطولة، تم تسجيل أول حالة تعاطي المنشطات في تاريخ كأس العالم لكرة القدم، وكان للاعب منتخب هايتي أرنست سان جوزيف، بعدما ثبت تعاطيه للمنشطات في مباراة إيطاليا نفسها وتم استبعاده من باقي مباريات فريقه في البطولة. وقعت أكثر اللحظات طرافة في البطولة، عندما أقدم المدافع الزائيري «إلونغا ميوبي» على ترك حائط الصد والتوجه لإبعاد الكرة قبل أن يلمسها لاعب المنتخب البرازيلي.
أقيم نهائي كأس العالم لكرة القدم 1974 على الملعب الأولمبي بمدينة ميونخ عاصمة ألمانيا الغربية، أمام ما يقارب 75,200 ألف متفرج. بين فريقين يتميزان بطريقة لعب فريدة عرفت باسم الكرة الشاملة. حيث التقى المستضيف هما منتخب ألمانيا الغربية بنظيره المنتخب الهولندي. افتتح الهولنديون التسجيل في الدقيقة الثانية عن طريق ضربة جزاء نفذها بنجاح يوهان نيسكينز، ثم عادل الألمان النتيجة من ضربة جزاء نفذها بول برايتنر، قبل أن يسجل جيرد مولر هدف التقدم في نهاية الشوط الأول، وينتهي اللقاء بفوز منتخب ألمانيا الغربية بلقب كأس العالم للمرة الثانية في تاريخهم بعد كأس العالم لكرة القدم 1954.

## المنتخبات المشاركة

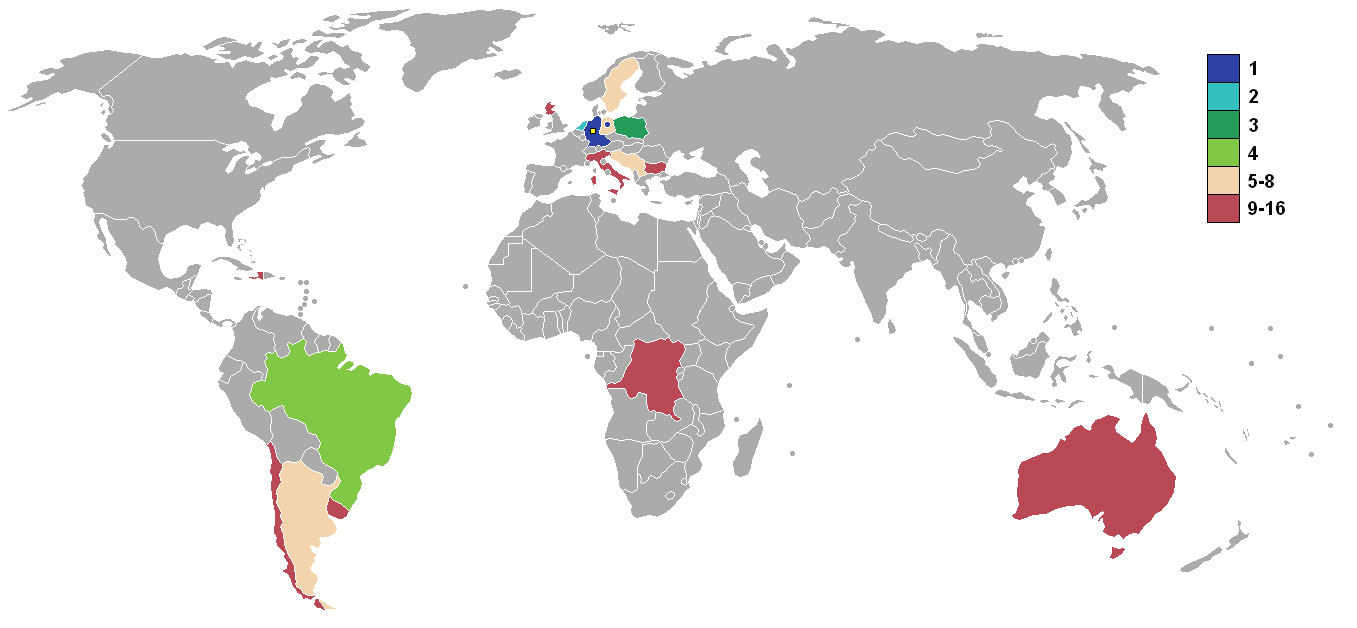
منتخبات المتأهلة

## القرعة
| وعاء 1: أوروبا الغربية                                     | وعاء 2: أوروبا الشرقية                            | وعاء 3: أمريكا الجنوبية                     | وعاء 4: بقية العالم                 |
| ---------------------------------------------------------- | ------------------------------------------------- | ------------------------------------------- | ----------------------------------- |
| - ألمانيا الغربية (المستضيف) - إيطاليا - هولندا - إسكتلندا | - بلغاريا - ألمانيا الشرقية - بولندا - يوغوسلافيا | - البرازيل - الأرجنتين - تشيلي - الأوروغواي | - أستراليا - هايتي - السويد - زائير |

## نظام البطولة

### المجموعات

#### المجموعة 1

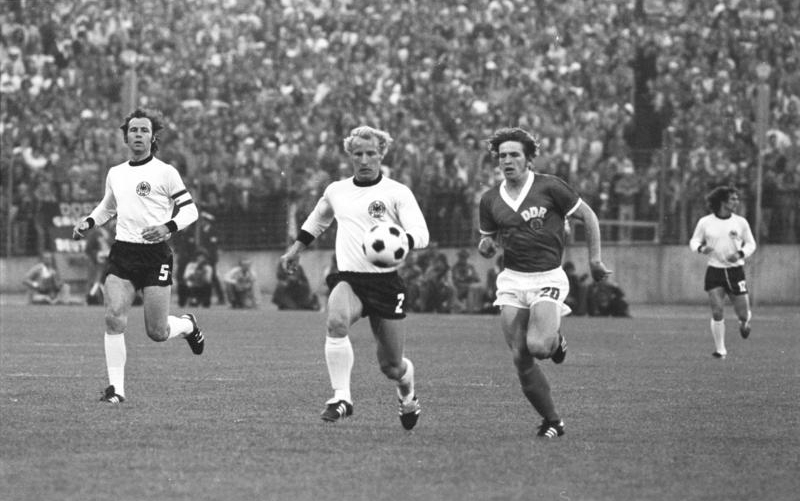
جانب من مباراة ألمانيا الشرقية ضد ألمانيا الغربية ضمن مواجهات المجموعة 1

| الفريق              | نقاط | لعب | فوز | تعادل | خسارة | له | عليه | فرق |
| ------------------- | ---- | --- | --- | ----- | ----- | -- | ---- | --- |
| ألمانيا الشرقية     | 3    | 2   | 1   | 0     | 4     | 1  | +3   | 5   |
| ألمانيا الغربية (H) | 3    | 2   | 0   | 1     | 4     | 1  | +3   | 4   |
| تشيلي               | 3    | 0   | 2   | 1     | 1     | 2  | −1   | 2   |
| أستراليا            | 3    | 0   | 1   | 2     | 0     | 5  | −5   | 1   |

| ألمانيا الغربية | 1 - 0 | تشيلي |
| --------------- | ----- | ----- |
| برايتنر 18'     | تقرير |       |

| ألمانيا الشرقية                     | 2 - 0 | أستراليا |
| ----------------------------------- | ----- | -------- |
| - كوران 58' (هدف ذاتي) - شترايش 72' | تقرير |          |

| أستراليا | 0 - 3 | ألمانيا الغربية                       |
| -------- | ----- | ------------------------------------- |
|          | تقرير | - أوفيرات 12' - كولمان 34' - مولر 53' |

| تشيلي       | 1 - 1 | ألمانيا الشرقية |
| ----------- | ----- | --------------- |
| أهومادا 69' | تقرير | هوفمان 55'      |

| أستراليا | 0 - 0 | تشيلي |
| -------- | ----- | ----- |
|          | تقرير |       |

| ألمانيا الشرقية | 1 - 0 | ألمانيا الغربية |
| --------------- | ----- | --------------- |
| شبارفاسر 77'    | تقرير |                 |

#### المجموعة 2

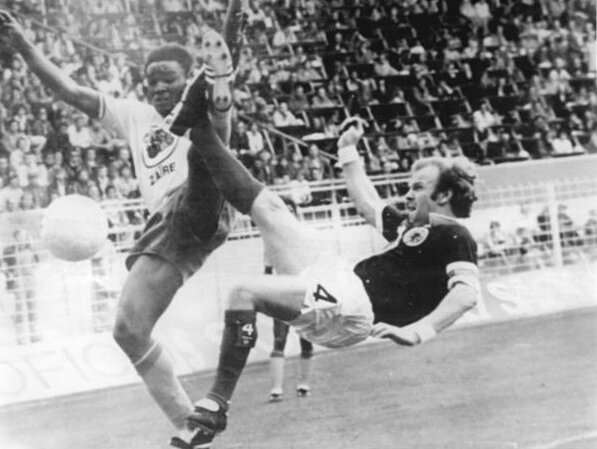
جانب من مباراة زائير واسكتلندا ضمن مواجهات المجموعة 2

| الفريق     | نقاط | لعب | فوز | تعادل | خسارة | له | عليه | فرق |
| ---------- | ---- | --- | --- | ----- | ----- | -- | ---- | --- |
| يوغوسلافيا | 3    | 1   | 2   | 0     | 10    | 1  | +9   | 4   |
| البرازيل   | 3    | 1   | 2   | 0     | 3     | 0  | +3   | 4   |
| إسكتلندا   | 3    | 1   | 2   | 0     | 3     | 1  | +2   | 4   |
| زائير      | 3    | 0   | 0   | 3     | 0     | 14 | −14  | 0   |

| البرازيل | 0 - 0 | يوغوسلافيا |
| -------- | ----- | ---------- |
|          | تقرير |            |

| زائير | 0 - 2 | إسكتلندا                  |
| ----- | ----- | ------------------------- |
|       | تقرير | - لوريمر 26' - جوردان 34' |

| يوغوسلافيا | 9 - 0 | زائير |
| --- | ----- | ----- |
| - بايفيتش 8'، 30'، 81' - دجاييتش 14' - شورياك 18' - كاتالينسكي 22' - بوغيتشيفيتش 35' - أوبلاك 61' - بيتكوفيتش 65' | تقرير |       |

| إسكتلندا | 0 - 0 | البرازيل                  |
| -------- | ----- | ------------------------- |
|          | تقرير | - لوريمر 26' - جوردان 34' |

| إسكتلندا   | 1 - 1 | يوغوسلافيا |
| ---------- | ----- | ---------- |
| جوردان 88' | تقرير | كراسي 81'  |

| زائير | 0 - 3 | البرازيل                                      |
| ----- | ----- | --------------------------------------------- |
|       | تقرير | - جارزينيو 12' - ريفيلينو 66' - فالدوميرو 79' |

#### المجموعة 3

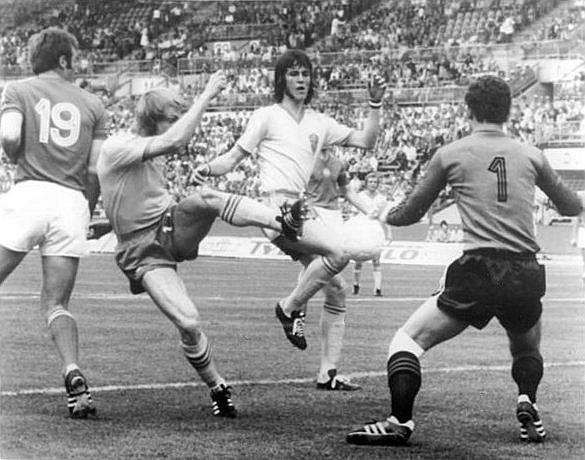
جانب من مباراة السويد وبلغاريا ضمن مواجهات المجموعة 3

| الفريق     | نقاط | لعب | فوز | تعادل | خسارة | له | عليه | فرق |
| ---------- | ---- | --- | --- | ----- | ----- | -- | ---- | --- |
| هولندا     | 3    | 2   | 1   | 0     | 6     | 1  | +5   | 5   |
| السويد     | 3    | 1   | 2   | 0     | 3     | 0  | +3   | 4   |
| بلغاريا    | 3    | 0   | 2   | 1     | 2     | 5  | −3   | 2   |
| الأوروغواي | 3    | 0   | 1   | 2     | 1     | 6  | −5   | 1   |

| الأوروغواي | 0 - 2 | هولندا      |
| ---------- | ----- | ----------- |
|            | تقرير | ريب 7'، 86' |

| السويد | 0 - 0 | بلغاريا                   |
| ------ | ----- | ------------------------- |
|        | تقرير | - لوريمر 26' - جوردان 34' |

| بلغاريا   | 1 - 1 | الأوروغواي |
| --------- | ----- | ---------- |
| بونيف 75' | تقرير | بافوني 87' |

| هولندا | 0 - 0 | السويد |
| ------ | ----- | ------ |
|        | تقرير |        |

| بلغاريا  | 1 - 4 | هولندا                                                    |
| -------- | ----- | --------------------------------------------------------- |
| كرول 75' | تقرير | - نيسكينز 5' (ركلة.)، 44' (ركلة.) - ريب 71' - دي يونغ 88' |

| السويد    | 3 - 0 | الأوروغواي |
| --------- | ----- | ---------- |
| بونيف 75' | تقرير | بافوني 87' |

#### المجموعة 4

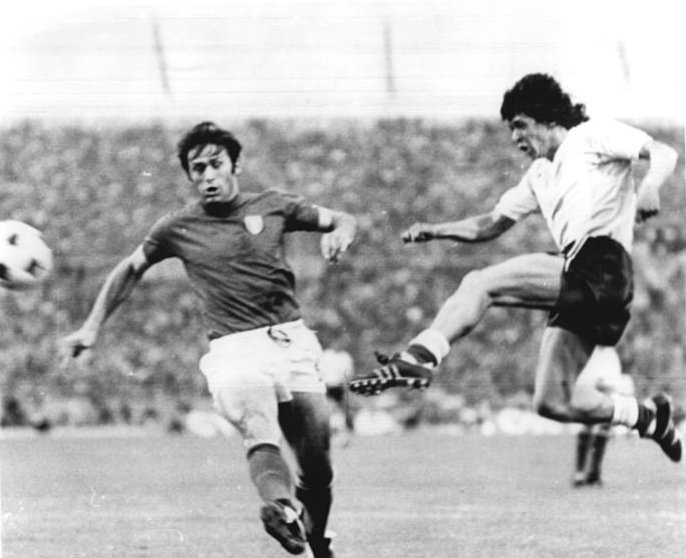
جانب من مباراة الأرجنتين وإيطاليا ضمن مواجهات المجموعة 4

| الفريق    | نقاط | لعب | فوز | تعادل | خسارة | له | عليه | فرق |
| --------- | ---- | --- | --- | ----- | ----- | -- | ---- | --- |
| بولندا    | 3    | 3   | 0   | 0     | 12    | 3  | +9   | 6   |
| الأرجنتين | 3    | 1   | 1   | 1     | 7     | 5  | +2   | 3   |
| إيطاليا   | 3    | 1   | 1   | 1     | 5     | 4  | +1   | 3   |
| هايتي     | 3    | 0   | 0   | 3     | 2     | 14 | −12  | 0   |

| إيطاليا                                  | 3 - 1 | هايتي     |
| ---------------------------------------- | ----- | --------- |
| - ريفيرا 52' - بينيتي 66' - أناستازي 79' | تقرير | سانون 46' |

| بولندا                     | 3 - 2 | الأرجنتين                     |
| -------------------------- | ----- | ----------------------------- |
| - لاتو 7'، 62' - زارماخ 8' | تقرير | - هيريديا 60' - بابينغتون 66' |

| الأرجنتين   | 1 - 1 | إيطاليا            |
| ----------- | ----- | ------------------ |
| هاوسمان 20' | تقرير | بيرفومو 35' (ه.ذ.) |

| هايتي | 0 - 7 | بولندا                                                        |
| ----- | ----- | ------------------------------------------------------------- |
|       | تقرير | - لاتو 7'، 62' - دينا 18' - زارماخ 30'، 34'، 50' - غورغون 31' |

| الأرجنتين                                    | 4 - 1 | هايتي     |
| -------------------------------------------- | ----- | --------- |
| - يازالدي 15'، 68' - هاوسمان 18' - أيالا 55' | تقرير | سانون 63' |

| بولندا                  | 2 - 1 | إيطاليا    |
| ----------------------- | ----- | ---------- |
| - زارماخ 38' - دينا 44' | تقرير | كابيلو 85' |

### الدور الثاني
في الدور الثاني قُسمت الفرق المتأهلة إلى مجموعتين، وكانت المجموعة أ قد ضمت كلاً من هولندا، والبرازيل، وألمانيا الشرقية، والأرجنتين. أما المجموعة ب فقد ضمت ألمانيا الغربية، وبولندا، والسويد، ويوغوسلافيا. وتصدرت هولندا المجموعة الأولى، وكانت البرازيل في المركز الثاني. أما المجموعة الثانية فقد تصدرتها ألمانيا الغربية ووصيفتها في المجموعة بولندا.

#### المجموعة أ

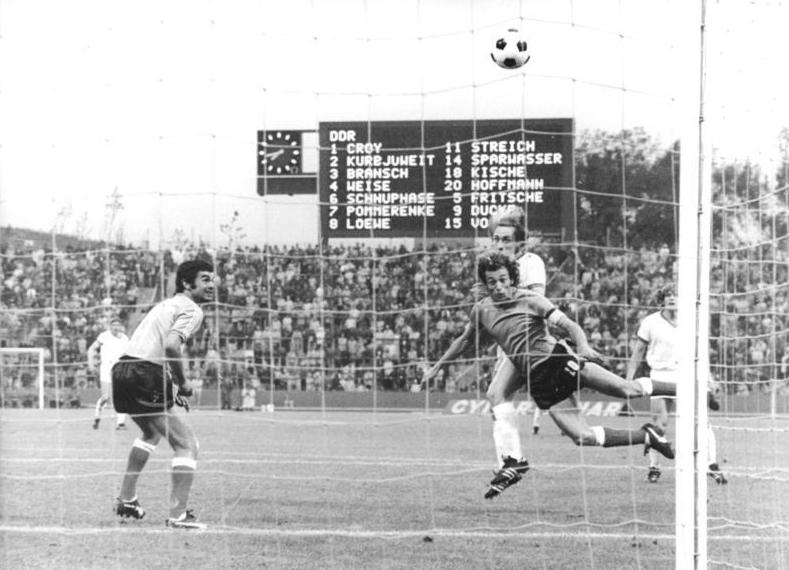
جانب من مباراة الأرجنتين وألمانيا الشرقية ضمن مواجهات المجموعة أ

| الفريق          | نقاط | لعب | فوز | تعادل | خسارة | له | عليه | فرق | ملاحظات                                        |
| --------------- | ---- | --- | --- | ----- | ----- | -- | ---- | --- | ---------------------------------------------- |
| هولندا          | 6    | 3   | 3   | 0     | 0     | 8  | 0    | 8   | يتأهل إلى المباراة النهائية                    |
| البرازيل        | 4    | 3   | 2   | 0     | 1     | 3  | 3    | 0   | يتأهل إلى مباراة تحديد المركزين الثالث والرابع |
| ألمانيا الشرقية | 1    | 3   | 0   | 1     | 2     | 1  | 4    | 3-  |                                                |
| الأرجنتين       | 1    | 3   | 0   | 1     | 2     | 2  | 7    | 5-  |                                                |

| هولندا                                | 4 - 0 | الأرجنتين |
| ------------------------------------- | ----- | --------- |
| - كرويف 11'، 90' - كرول 25' - ريب 73' | تقرير |           |

| البرازيل     | 1 - 0 | ألمانيا الشرقية |
| ------------ | ----- | --------------- |
| ريفيلينو 60' | تقرير |                 |

| الأرجنتين    | 1 - 2 | البرازيل                      |
| ------------ | ----- | ----------------------------- |
| برينديسي 35' | تقرير | - ريفيلينو 32' - جارزينيو 49' |

| ألمانيا الشرقية | 0 - 2 | هولندا                         |
| --------------- | ----- | ------------------------------ |
|                 | تقرير | - نيسكينز 7' - رينسينبرينك 59' |

| الأرجنتين   | 1 - 1 | ألمانيا الشرقية |
| ----------- | ----- | --------------- |
| هاوسمان 20' | تقرير | شترايش 14'      |

| هولندا                    | 2 - 0 | البرازيل |
| ------------------------- | ----- | -------- |
| - نيسكينز 50' - كرويف 65' | تقرير |          |

#### المجموعة ب

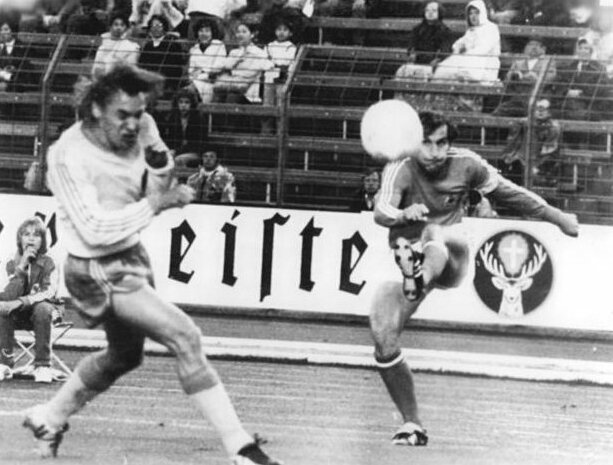
جانب من مباراة السويد ويوغوسلافيا ضمن مواجهات المجموعة ب

| الفريق          | نقاط | لعب | فوز | تعادل | خسارة | له | عليه | فرق | ملاحظات                                        |
| --------------- | ---- | --- | --- | ----- | ----- | -- | ---- | --- | ---------------------------------------------- |
| ألمانيا الغربية | 6    | 3   | 3   | 0     | 0     | 7  | 2    | 5   | يتأهل إلى المباراة النهائية                    |
| بولندا          | 4    | 3   | 2   | 0     | 1     | 3  | 2    | 1   | يتأهل إلى مباراة تحديد المركزين الثالث والرابع |
| السويد          | 2    | 3   | 1   | 0     | 2     | 4  | 6    | 2-  |                                                |
| يوغوسلافيا      | 0    | 3   | 0   | 0     | 3     | 2  | 6    | 4-  |                                                |

| يوغوسلافيا | 0 - 2 | ألمانيا الغربية          |
| ---------- | ----- | ------------------------ |
|            | تقرير | - برايتنر 39' - مولر 82' |

| السويد | 0 - 1 | بولندا   |
| ------ | ----- | -------- |
|        | تقرير | لاتو 43' |

| بولندا                        | 2 - 1 | يوغوسلافيا  |
| ----------------------------- | ----- | ----------- |
| - دينا 24' (ركلة.) - لاتو 62' | تقرير | - كراسي 43' |

| ألمانيا الغربية                                                | 4 - 2 | السويد                      |
| -------------------------------------------------------------- | ----- | --------------------------- |
| - أوفيرات 51' - بونهوف 52' - غرابوفسكي 76' - هونيس 89' (ركلة.) | تقرير | - إدستروم 24' - ساندبرغ 53' |

| بولندا | 0 - 1 | ألمانيا الغربية |
| ------ | ----- | --------------- |
|        | تقرير | مولر 76'        |

| السويد                         | 2 - 1 | يوغوسلافيا |
| ------------------------------ | ----- | ---------- |
| - إدستروم 29' - تورستينسون 85' | تقرير | شورياك 27' |

### المركز الثالث
| البرازيل | 0 - 1 | بولندا   |
| -------- | ----- | -------- |
|          | تقرير | لاتو 76' |

### النهائي

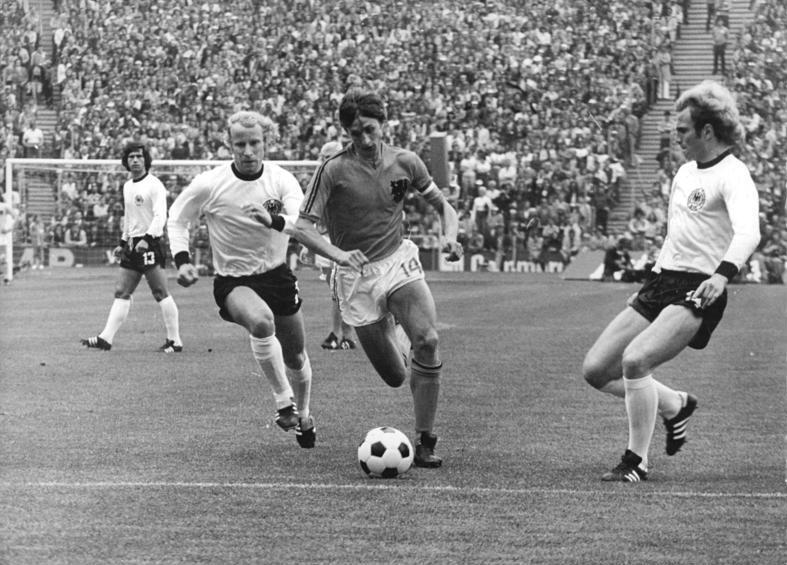
صورة من المباراة النهائية بين ألمانيا الغربية وهولندا

لعب في المباراة النهائية كل من هولندا وألمانيا الغربية وكانت ألمانيا الغربية قد تفوقت بنتيجة 2-1 رغم تسجيل هولندا الهدف الأول عن طريق يوهان نيسكينز في الدقيقة الثانية من عمر المباراة عن طريق ركلة جزاء، وفي الدقيقة 25 تحصل المنتخب الألماني على ركلة جزاء سددها بنجاح باول برينتر، والهدف الثاني لألمانيا أتى في الدقيقة 43 عن طريق غيرد مولر لتنتهي المباراة بهذه النتيجة.
| هولندا               | 1 - 2 | ألمانيا الغربية                  |
| -------------------- | ----- | -------------------------------- |
| - نيسكينز 2' (ركلة.) | تقرير | - برايتنر 25' (ركلة.) - مولر 43' |

| بطل كأس العالم 1974               |
| --------------------------------- |
| · ألمانيا الغربية · للمرة الثانية |

## ترتيب المنتخبات حسب النقاط والأهداف
| الترتيب | المنتخب         | فاز | تعادل | خسر | نقط | له | عليه | فرق |
| ------- | --------------- | --- | ----- | --- | --- | -- | ---- | --- |
| 1       | ألمانيا الغربية | 6   | 0     | 1   | 12  | 13 | 4    | 9   |
| 2       | هولندا          | 5   | 1     | 1   | 11  | 15 | 3    | 12  |
| 3       | بولندا          | 6   | 0     | 1   | 12  | 16 | 5    | 11  |
| 4       | البرازيل        | 3   | 2     | 2   | 8   | 6  | 4    | 2   |
| 5       | السويد          | 2   | 2     | 2   | 6   | 7  | 6    | 1   |
| 6       | ألمانيا الشرقية | 2   | 2     | 2   | 6   | 5  | 5    | 0   |
| 7       | يوغوسلافيا      | 1   | 2     | 3   | 4   | 12 | 7    | 5   |
| 8       | الأرجنتين       | 1   | 2     | 3   | 4   | 9  | 12   | 3-  |
| 9       | إسكتلندا        | 1   | 2     | 0   | 4   | 3  | 1    | 2   |
| 10      | إيطاليا         | 1   | 1     | 1   | 3   | 5  | 4    | 1   |
| 11      | تشيلي           | 0   | 2     | 1   | 2   | 1  | 2    | 1-  |
| 12      | بلغاريا         | 0   | 2     | 1   | 2   | 2  | 5    | 3-  |
| 13      | الأوروغواي      | 0   | 1     | 2   | 1   | 1  | 6    | 5-  |
| 14      | أستراليا        | 0   | 1     | 2   | 1   | 0  | 5    | 5-  |
| 15      | هايتي           | 0   | 0     | 3   | 0   | 2  | 14   | 12- |
| 16      | زائير           | 0   | 0     | 3   | 0   | 0  | 14   | 14- |
| ***     | المجموع         | 28  | 10    | 28  | *** | 97 | 97   | 0   |

ملحوظة: الخطوط الزرقاء تفصل ما بين الأدوار التي تقصى فيها الفرق.